# Acer pedunculatum
Acer pedunculatum é uma espécie de árvore do gênero Acer, pertencente à família Aceraceae.